# 庆元府
庆元府，南宋时设置的府，依潜藩升府制度置。
庆元元年（1195年），改明州置，治所在鄞县（今浙江省宁波市）。辖境约当今浙江省甬江流域及慈溪、象山、舟山、岱山等市县地。元朝至元十四年（1277年），升为庆元路。